# Hoya brevialata
Hoya brevialata är en oleanderväxtart som beskrevs av Kleijn och Donkelaar. Hoya brevialata ingår i släktet Hoya och familjen oleanderväxter. Inga underarter finns listade i Catalogue of Life.